# Штефи Неријус
Штефи Неријус (Берген ауф Риген, 1. јул 1972.) некадашња је немачка атлетичарка која се такмичила у бацању копља. Током своје каријере била је европска и светска шампионка. Такође је освојила сребро на Олимпијским играма 2004. Њен лични рекорд је 68,34 м из 2008.

## Каријера у атлетици
У школи је играла одбојку. Постала је школска првакиња ДДР-а са тимом Динамо Засниц.
Основне атлетске вештине стекла је код тренера Гинтера Пинијака. Потом је тренирала је са Рудијем Харсом, касније са Хелгом Целкау. Штефина мајка, Герлинде Линдеман, и сама шампионка ДДР-а у бацању копља, потом одбојкашки тренер, научила је Штефи да баца копље.
Њен први међународни успех била је бронзана медаља на Европском јуниорском првенству 1991. Њена прва златна медаља на великом такмичењу освојена је на Европском првенству 2006. Од 2002. до 2009. освојила је шест првенстава Немачке. 

## Каријера тренера
Неријус је квалификована наставница за рад у спорту за особе са инвалидитетом. Године 2004. бринула се о двојици спортиста на Параолимпијским играма у Атини. Била је и тренер на Параолимпијским играма у Рију 2016.

## Међународна такмичења
| Година                 | Такмичење                     | Место                     | Позиција               | Дисциплина             | Резултат               | Белешка                |
| Представљајући Немачку | Представљајући Немачку        | Представљајући Немачку    | Представљајући Немачку | Представљајући Немачку | Представљајући Немачку | Представљајући Немачку |
| ---------------------- | ----------------------------- | ------------------------- | ---------------------- | ---------------------- | ---------------------- | ---------------------- |
| 1991                   | Европско првенство за јуниоре | Солун, Грчка              | 3.                     | Бацање копља           | 54.60 м                |                        |
| 1992                   | Континентални куп             | Хавана, Куба              | 6.                     | Бацање копља           | 56.24 м                |                        |
| 1993                   | Светско првенство             | Штутгарт, Немачка         | 9.                     | Бацање копља           | 60.26 м                |                        |
| 1995                   | Светско првенство             | Гетеборг, Шведска         | 11.                    | Бацање копља           | 56.50 м                |                        |
| 1996                   | Олимпијске игре               | Атланта, САД              | 9.                     | Бацање копља           | 60.20 м                |                        |
| 1997                   | Универзијада                  | Катанија, Италија         | 5.                     | Бацање копља           | 59.80 м                |                        |
| 1998                   | Европско првенство            | Будимпешта, Мађарска      | 6.                     | Бацање копља           | 62.08 м                |                        |
| 1999                   | Универзијада                  | Палма де Мајорка, Шпанија | 4.                     | Бацање копља           | 58.76 м                |                        |
| 1999                   | Светско првенство             | Севиља, Шпанија           | 16.                    | Бацање копља           | 58.43 м                |                        |
| 2000                   | Олимпијске игре               | Сиднеј, Аустралија        | 4.                     | Бацање копља           | 64.84 м                |                        |
| 2001                   | Светско првенство             | Едмонтон, Канада          | 5.                     | Бацање копља           | 62.08 м                |                        |
| 2002                   | Европско првенство            | Минхен, Немачка           | 2.                     | Бацање копља           | 64.09 м                |                        |
| 2003                   | Светско првенство             | Париз, Француска          | 3.                     | Бацање копља           | 62.70 м                |                        |
| 2004                   | Олимпијске игре               | Атина, Грчка              | 2.                     | Бацање копља           | 65.82 м                |                        |
| 2005                   | Светско првенство             | Хелсинки, Финска          | 3.                     | Бацање копља           | 65.96 м                |                        |
| 2006                   | Европско првенство            | Гетеборг, Шведска         | 1.                     | Бацање копља           | 65.82 м                |                        |
| 2007                   | Светско првенство             | Осака, Јапан              | 3.                     | Бацање копља           | 64.42 м                |                        |
| 2008                   | Олимпијске игре               | Пекинг, Кина              | 5.                     | Бацање копља           | 65.29 м                |                        |
| 2009                   | Светско првенство             | Берлин, Немачка           | 1.                     | Бацање копља           | 67.30 м                |                        |